# Köbnerfenomeen
Het köbnerfenomeen, ook wel het isomorf prikkeleffect, is in de dermatologie het verschijnsel dat huidafwijkingen zich soms groeperen op een manier of in een vorm die overeenkomt met een eerdere niet-specifieke irritatie of letsel van de huid. Dus in het verloop van bijvoorbeeld een schram ontwikkelen zich later laesies van een huidziekte, die op zich geen relatie hebben met de eerdere verwonding. Het verschijnsel is bij een aantal huidziekten beschreven, onder andere vitiligo, psoriasis, lichen planus, lichen nitidus, pityriasis rubra pilaris, en keratosis follicularis. Het fenomeen kan natuurlijk ook optreden bij ziekten die wel besmettelijk zijn, zoals molluscum contagiosum.